# Theronia placida
Theronia placida là một loài tò vò trong họ Ichneumonidae.